# Objectivisme (Ayn Rand)
Pour les articles homonymes, voir Objectivisme.
 (janvier 2024).
Si vous disposez d'ouvrages ou d'articles de référence ou si vous connaissez des sites web de qualité traitant du thème abordé ici, merci de compléter l'article en donnant les références utiles à sa vérifiabilité et en les liant à la section « Notes et références ».
L'objectivisme est la philosophie développée par Ayn Rand qui couvre les domaines de l'épistémologie, de la métaphysique, de l'éthique, de la politique et de l'esthétique. Elle s'est d'abord exprimée à travers des romans comme La Source vive ou La Grève et par la suite dans des essais sur chacun des domaines mentionnés. Plus tard, le philosophe Leonard Peikoff qu'Ayn Rand désignait comme son héritier intellectuel exposa le système objectiviste dans la totalité de sa structure logique dans son essai Objectivism: The Philosophy of Ayn Rand. paru en 1991.
L'objectivisme soutient que :
1. la réalité existe indépendamment de l'esprit de l'observateur (« réalité objective ») ;
2. les individus sont en contact avec cette réalité à travers la perception de leurs sens qui permettent la formation de concepts suivant un processus logique inductif et déductif ;
3. l'intention morale de l'existence est la poursuite du bonheur ou de « l'égoïsme rationnel » ;
4. le seul système social compatible avec cet objectif moral est le laissez-faire capitaliste ;
5. le rôle de l'art dans la vie humaine est de transformer une idée métaphysique en reproduction sélective de la réalité, dans une forme physique, qui puisse être comprise et générer une réponse émotionnelle.

« Ma philosophie, par essence, est le concept de l'homme en tant qu'être héroïque, avec son propre bonheur comme objectif moral de sa vie, avec l'accomplissement productif comme sa plus noble activité, et la raison son seul absolu ».

## Principes objectivistes

### Métaphysique: réalité objective
L'essentiel du concept métaphysique objectiviste de la réalité tient en trois axiomes :
- L'existence existe
- La conscience existe
- L'existence est identité

Cette doctrine dite de réalisme métaphysique soutient que la réalité existe indépendamment de l'observation (répondant par l'affirmative à la question « Est-ce que la Lune existe quand je ne la regarde pas ? »). Rand appelle ce principe, la primauté de l'existence. Le premier axiome indique que quelque chose au moins existe. Infirmer ce principe nécessite d'utiliser comme prémisse le concept d'existence, ce qui confirme le principe et lui confère la qualité d'axiome.
L'objectivisme maintient que quelque chose n'existe non pas parce que quelqu'un pense qu'il existe, mais existe objectivement, et l'univers existe indépendamment de l'opinion qu'on peut s'en faire. La connaissance est, dans cette interprétation, « l'appréhension mentale d'un groupe de faits de la réalité, obtenu par observation perceptuelle ou par raisonnement basé sur l'observation perceptuelle ».
Le second axiome indique que la conscience existe et est « la faculté à percevoir ce qui existe ». Pour Rand, le fait de pouvoir percevoir l'existence implique que la conscience existe : l'existence n'est pas dépendante de la conscience, alors que la conscience a besoin de l'existence. Ainsi il ne peut y avoir de conscience ne percevant aucune existence, et la conscience ne peut pas être la seule chose existante. « Il ne peut avoir uniquement conscience de lui-même, il n'y a pas de 'lui-même' tant qu'il n'y a pas conscience d'autre chose. » Par conséquent l'esprit ne crée pas la réalité, mais est un moyen de découvrir la réalité.
D'après Rand, que quelque chose existe entraîne que cette chose a une identité, ce qui signifie que c'est « une entité spécifique doté d'attributs spécifiques ». Rand explique que ce qui n'a ni nature ni attributs, par définition, n'existe pas ; d'où la formulation du principe d'identité : « A est A », toute chose est ce qu'elle est. Cette loi indique que quelque chose ne peut être deux choses différentes à la fois : « une feuille ne peut pas geler et brûler tout à la fois ».
En plus de ces trois axiomes, l'objectivisme considère la loi de causalité comme un corollaire de la loi d'identité, appliquée à l'action : la façon dont les choses agissent est une conséquence de la nature et des attributs spécifiques de ces objets. Une identité différente entraîne un résultat différent: « une chose ne peut agir en contradiction avec sa propre nature ». L'action n'est pas une entité en elle-même, et n'a pas de causalité sur autre chose, seul ce qui existe peut engendrer une action. Pour illustrer cette position, Léonard Peikoff dit : « Ce n'est pas le mouvement de la boule de billard qui produit les effets de sa collision, mais la boule elle-même. Si quelqu'un en doute, qu'il remplace la boule par un œuf ou une bulle de savon ; les effets seront très différents. »

### Épistémologie: la raison
L'épistémologie objectiviste est développée dans l'ouvrage Introduction to Objectivist Epistemology.
L'épistémologie objectiviste décrit la manière par laquelle nous traduisons individuellement nos perceptions, ce que nous recevons par nos sens, en concepts que nous pouvons stocker dans nos esprits. Même si nous savons qu'il y a existence causant nos perceptions, nous ne pouvons savoir ce qui existe qu'en transformant les percepts en concepts. Les objectivistes distinguent les concepts valides de ceux qui sont formés de manière maladroite ou erronée, que Rand appelle des « anti-concepts », en classant les concepts valides dans ceux qui sont le produit de la raison.
L'objectivisme établit que par cette méthode, l'homme rationnel peut connaître la réalité objective et se dégager du scepticisme philosophique. De même il rejette la foi et les sentiments comme moyens d'atteindre cette connaissance. Bien que Rand reconnaissait l'importance de l'émotion dans le comportement humain, elle maintient que les émotions sont un élément de la réalité, et non un moyen de découvrir cette réalité.
Rand n'était pas empiriste (comme Hume et les positivistes), car elle ne faisait pas de distinction entre sensation et perception, et limitait son interprétation de la perception à la conscience précognitive: elle classe les « illusions perceptuelles » dans la catégorie des erreurs d'interprétation cognitive due à la complexité excessive de l'information perçue. Rand n'était pas non plus rationaliste (comme Platon, Descartes ou Frege). Elle ne croyait pas à la distinction entre analyse et synthèse, ni qu'il existe des « vérités par vertu de signification ». Elle niait aussi l'existence de connaissance a priori. Sa contribution la plus distinctive à l'épistémologie est sa théorie selon laquelle les concepts sont formés en faisant abstraction des mesures variables des attributs correspondant à une série de choses, mais en gardant ceux qui sont identiques.

### Éthique: l'égoïsme rationnel
L'éthique objectiviste est développée dans l'ouvrage La Vertu d'égoïsme.
L'essentiel de l'éthique objectiviste est résumé par Ayn Rand en une phrase :
« Pour vivre, un homme doit tenir trois choses pour valeurs suprêmes et souveraines de la vie: la Raison, le Sens et l'Estime de soi. »
La position objectiviste en matière d'éthique se base sur la responsabilité de chacun à atteindre son propre intérêt rationnel.
« L'homme est qualifié d'être rationnel, mais la rationalité est un choix - et l'alternative que lui offre sa nature, c'est : être rationnel, ou animal suicidaire. L'homme doit être homme - par choix; il doit avoir sa vie comme valeur - par choix ; il doit apprendre à en être responsable - par choix ; il doit découvrir les valeurs qui sont nécessaires à cela et pratiquer ces vertus - par choix. »
« Un code de valeurs accepté par choix est un code moral. »
L'intérêt propre rationnel est distingué de ce que Rand appelle « égoïsme sans égo » - un état d'égoïsme vivant uniquement l'instant présent au service d'un soi sans estime. Par exemple pour elle les voleurs ne sont pas motivés par une volonté de vivre (contrairement à l'artisan honnête), mais par le désir de survivre à un niveau sous-humain. Au lieu d'utiliser « ce qui promeut le concept de la vie humaine » comme valeur morale, ils utilisent « ce qui a de la valeur pour moi » ; laissant la porte ouverte à n'importe quelle définition de ce qui est moral ou immoral. De même on peut remplacer le « pour moi » par « pour nous », « pour lui » ou « pour Dieu », et laisser la même porte ouverte, tuant toute éthique : l'intérêt de soi rationnel et l'hédonisme égoïste sont vus de façon fondamentalement différente. Un corollaire à ce principe d'intérêt propre moral est le rejet de la doctrine de l'éthique altruiste, que Rand définit à la manière d'Auguste Comte, qui est l'obligation morale d'exister pour les autres. D'après George H. Smith : « Pour Comte, l'altruisme n'est pas simplement la bénévolence ou la charité, mais plutôt l'obligation morale et politique de l'individu de sacrifier ses propres intérêts au nom d'un mieux social. Ayn Rand n'était pas opposée au fait d'aider ceux qui sont dans le besoin, tant que ces actions sont volontaires. La doctrine de l'altruisme, pour Rand, est mauvaise en partie parce qu'elle sert à justifier la coercition - c'est-à-dire l'engagement de la force physique - dans les relations sociales, afin de bénéficier à certains au détriment des autres. »
Au centre de l'éthique objectiviste se trouve le concept de « valeur ». Rand définit la valeur comme « ce que quelqu'un gagne ou garde ». Au niveau le plus fondamental, la poursuite de la valeur est issue de la nécessité; en particulier, la nécessité de déterminer ce qu'un individu devrait chercher pour conserver sa vie s'il choisit de vivre. Rand ne prétend pas que les valeurs soient « intrinsèques » - qu'il y ait des valeurs qu'un individu doit poursuivre indépendamment de sa volonté (« la raison n'accepte pas d'ordres »). Et elle ne dit pas non plus qu'elles sont « subjectives » - qu'il y ait des valeurs devant être poursuivies parce que quelqu'un dit qu'elles doivent l'être. Au lieu de cela, elle affirme que les valeurs sont « objectives », que ces valeurs doivent être poursuivies si c'est le choix de l'individu. Par exemple, se nourrir est une valeur objective, il serait « objectivement vrai » que la nourriture est indispensable à la survie.
Pour Rand tout impératif moral est hypothétique, il n'y a pas d'« impératif catégorique » comme dans le Kantisme, auquel un individu devrait obéir en dépit des faits de la réalité. Rand dit que la moralité « est un code de valeurs accepté par choix ». Ainsi l'homme n'a besoin de morale qu'en tant qu'élément nécessaire à sa survie. L'objectivisme n'indique pas pour autant que la morale choisie doive nécessairement attribuer de la valeur à la vie.

### Politique: les droits de l'individu et le capitalisme
La conception politique objectiviste est développée dans l'ouvrage Capitalism : The Unknown Ideal.
Le passage de l'éthique à la politique objectiviste se fait par l'introduction du concept de droit. Un « droit » est défini comme le principe qui définit et autorise la liberté d'action humaine dans un contexte social ou sociétal. L'objectivisme n'attribue de droits qu'à l'individu seul ; il n'y a pas de concept objectiviste de « droit collectif » qui ne puisse se découper en ensemble de droits individuels. L'objectivisme est aussi très spécifique quant aux droits individuels reconnus : la liste de ces droits diffère de façon significative de celle que les gouvernements humains utilisent en général.
Bien que la littérature objectiviste n'utilise pas le terme « droit naturel », et que l'épistémologie objectiviste ne reconnaisse pas la connaissance a priori, les droits qu'elle reconnaît sont directement basés sur la nature de l'être humain telle que définie dans son épistémologie et son éthique. Comme les êtres humains doivent faire des choix pour survivre en tant qu'êtres humains, l'attribut basique de la vie humaine est la liberté de faire et d'exécuter ses propres décisions de par son propre jugement rationnel, suivant son intérêt propre.
Partant de là, l'objectivisme déclare que le droit fondamental de l'être humain est le droit de vivre, qui est le droit d'agir afin de prolonger sa propre vie - et non le droit d'être protégé, ou d'obtenir assistance à la survie, de la part des autres êtres humains contre leur volonté (ce qui impliquerait un déni de ce même droit à ces autres). Un corollaire de ce droit de vivre est le droit de propriété qui, dans l'objectivisme, est toujours le résultat des efforts propres d'un individu ; de cette façon le droit de vivre d'une personne n'implique jamais le droit de disposer de la propriété d'un autre. Elle a le droit de transférer sa propriété à une autre personne pour n'importe quelle raison, mais ce transfert n'est éthique que s'il est consenti par les deux parties, en l'absence de coercition, avec l'attente d'un bénéfice mutuel. L'objectivisme laisse le champ libre à l'homme pour manipuler la nature de quelque manière qu'il le souhaite, tant que cela ne viole pas le droit des autres.
Le respect des droits des autres vient, du point de vue objectiviste, du fait que ces droits sont basés sur la valeur, pour l'individu qui les considère, des autres en tant que partenaires potentiels d'échange ou d'action. Pour un objectiviste les conflits d'intérêts ne sont jamais insolubles dans une société respectant les droits de chacun, ce qui permet précisément à chacun de prospérer dans une telle société.
La théorie politique objectiviste défend le capitalisme comme la forme idéale d'organisation de la société. Par « capitalisme », l'objectivisme entend le laissez-faire capitaliste - une société où les droits individuels sont pleinement respectés et où toute propriété est privée. Tout système différant un tant soit peu de ce modèle est vu comme une "économie mixte" composée de quelques aspects capitalistes et de son opposé (appelé socialisme ou étatisme), avec la tyrannie étatiste à l'extrême opposé au capitalisme.
Loin de considérer le capitalisme comme une jungle sans règle, l'objectivisme le décrit comme le système bénéfique où chaque innovation et avancée produite par la créativité humaine profite à tous sans causer de pertes aux autres. Pour l'objectivisme la productivité créative est une valeur et le capitalisme le seul modèle de société où elle peut se développer.
D'après l'objectivisme, une société n'est morale que dans la mesure où les individus sont libres de poursuivre leurs propres objectifs. Cette liberté nécessite que les relations humaines de quelques formes qu'elles soient restent toujours volontaires (sans utilisation de la menace de, ou l'usage de la violence) et de consentement mutuel lorsqu'elles impliquent plus d'une personne. Ainsi le rôle des institutions gouvernementales est limité à l'utilisation de la force uniquement en réponse à ceux qui s'en servent - contre les criminels et les envahisseurs étrangers. Du point de vue économique, chacun est libre de produire et d'échanger librement, la séparation entre l'État et l'économie étant aussi complète qu'entre l'État et l'Église.

### Esthétique: le romantisme réaliste
La conception objectiviste de l'esthétique est développée dans l'ouvrage The Romantic Manifesto.
La théorie objectiviste de l'art découle directement de son épistémologie, par le biais de la « psycho-épistémologie » - le terme utilisé pour décrire l'étude des mécanismes cognitifs humains au cœur des interactions entre subconscient et conscience. L'art est vu comme une nécessité humaine cognitive permettant aux êtres humains d'appréhender des concepts en tant que 'percepts', il est défini comme la "re-création sélective de la réalité à travers les jugements de valeur de l'artiste", c'est-à-dire d'après ce que l'artiste estime être vraiment important quant à la nature des choses et de l'humanité. C'est donc une façon de présenter conceptuellement des abstractions, sous une forme perceptuelle.
Le besoin humain pour l'art, de ce point de vue, vient de la nécessité de l'économie cognitive. Un concept est déjà une sorte de raccourci mental pour un ensemble d'éléments concrets, permettant à un être humain de manipuler en pensée directement ou implicitement bien plus d'éléments concrets que ne peuvent s'en concevoir en esprit. Mais un être humain ne peut pas non plus concevoir en esprit un nombre infini de concepts, mais a besoin d'une structure conceptuelle pour appréhender son existence et guider ses choix.
L'art offre une façon de sortir de ce dilemme en fournissant une forme perceptuelle, facile à retenir et à concevoir, de communication pour transmettre des abstractions. Sa fonction est similaire à celle du langage, où les mots sont des percepts transmettant divers concepts.
L'objectivisme tient l'art comme seule méthode réellement efficace pour communiquer un idéal moral, mais ne le voit pas pour autant comme outil de propagande : même si l'art implique des valeurs morales et des idéaux, son but n'est pas d'instruire ou embrigader, mais de montrer et projeter des idées.
Généralement l'objectivisme fait appel à l'esthétique du romantisme réaliste, qui est défini comme une catégorie d'art traitant l'existence de l'intention humaine comme vraie et importante - c'est le mouvement artistique qui traite sérieusement des valeurs, considère la raison comme déterminante, et montre les idéaux humains comme étant possibles à atteindre. Ce courant est mis en opposition avec le naturalisme vu comme catégorie d'art qui néglige ou refuse le rôle de l'intention humaine dans l'aboutissement des valeurs.
Le terme de romantisme est généralement associé à l'émotivisme auquel l'objectivisme est totalement opposé. Bien que l'objectivisme considère le romantisme réaliste comme plus émotionnel - dans le sens où il est lié aux émotions - il est vu comme moins émotionaliste - dans le sens où les émotions dictent les choix.

## Objectivisme et libertarianisme
L'objectivisme et le libertarianisme entretiennent une relation complexe. Bien que les deux mouvements aient des buts politiques semblables, les objectivistes voient les libertariens comme des plagiaires reprenant leurs idées « en leur retirant leurs griffes », essayant d'atteindre les objectifs sociaux et politiques sans d'abord établir un large soutien philosophique, alors que les libertariens voient les objectivistes comme des idéalistes dogmatiques et irréalistes. Ayn Rand détestait le libertarianisme, elle écrit dans Philosophy: Who Needs It, « What can one do? » : 

« Par-dessus tout, ne joignez pas les mauvais groupes ou mouvements idéologiques, dans l'intention de « faire quelque chose ». Par « idéologique » (dans ce contexte), je veux dire les groupes ou mouvements se proclamant de vagues objectifs politiques généralisés, mal définis (et, habituellement, contradictoires). Par exemple le parti conservateur, qui soumet la raison à la foi, et remplace le capitalisme par la théocratie ; ou les hippies « libertaires », qui soumettent la raison aux frivolités, et remplacent le capitalisme par l'anarchie. Joindre de tels groupes signifie renverser la hiérarchie politique et prostituer des principes fondamentaux au nom d'une action politique superficielle qui est condamnée à échouer. Cela veut dire aider à défaire vos idées, et la victoire de vos ennemis. »

D'après Nick Gillespie, rédacteur pour le magazine Reason, Ayn Rand est « l'une des figures les plus importantes du libertarianisme... Un siècle après sa naissance et plus d'une décennie après sa mort, Rand reste l'un des auteurs les plus vendus et les plus influents dans la culture et la pensée américaine. » Dans le même numéro de mars 2005 de ce magazine, Cathy Young écrit que « le libertarianisme, le mouvement le plus proche des idées de Rand, en est moins un descendant qu'un enfant rebelle. » D'après un sondage conduit par la Bibliothèque du Congrès américain, le livre La Grève (Atlas Shrugged) qui popularise la philosophie objectiviste d'Ayn Rand est le livre le plus influent des États-Unis juste après la Bible.

## Rejet des alternatives courantes
L'Objectivisme a pour particularité de rejeter les dilemmes classiques de la pensée qu'il considère le plus souvent comme un produit de la dichotomie corps-esprit, que la philosophie d'Ayn Rand rejette. Il ne se retrouve dans aucun des termes des alternatives en question, parmi lesquelles on peut citer :
- le rationalisme ou l'empirisme ;
- l'idéalisme ou le matérialisme ;
- le libre-arbitre ou la causalité ;
- la raison ou les émotions ;
- les propositions analytiques ou les propositions synthétiques ;
- la théorie ou la pratique ;
- le moral ou le pratique ;
- les faits ou les valeurs ;
- le progressisme ou le conservatisme ;
- le contextuel ou l'absolu.

## Échos de l'objectivisme

### Personnalités influencées par l'objectivisme
- Bob Barr, procureur américain.
- Antoine Bello, écrivain et entrepreneur franco-américain.
- Walter Block, économiste américain.
- Peter Boettke, économiste américain.
- Nathaniel Branden, psychologue américain.
- Bryan Caplan, économiste américain.
- Tyler Cowen, économiste américain.
- Mark Cuban, homme d'affaires américain.
- Steve Ditko, auteur de bande dessinée américain.
- Marc Emery, activiste canadien pour la dépénalisation du cannabis.
- Malcolm Fraser, homme politique australien.
- Pamela Geller, blogueuse et militante américaine.
- Terry Goodkind, romancier américain.
- Alan Greenspan, économiste américain.
- Amber Heard, actrice américaine.
- Alain Laurent, philosophe et éditeur français.
- Anton Szandor LaVey, fondateur du satanisme.
- James G. Lennox, professeur américain d'histoire et de philosophie des sciences.
- Wendy McElroy, militante féministe individualiste canadienne.
- Frank Miller, auteur de bande dessinée américain.
- Fred Miller, philosophe américain.
- David Nolan fondateur du parti libertarien américain.
- Rand Paul, homme politique américain.
- Ron Paul, homme politique américain.
- Neil Peart, musicien canadien.
- Leonard Peikoff, philosophe américain d'origine canadienne.
- Mark Pellegrino, acteur américain.
- Robert Prechter, analyste financier américain.
- George Reisman, économiste américain.
- Gene Roddenberry scénariste créateur de Star Trek.
- Paul Ryan, homme politique américain.
- J. Neil Schulman, romancier américain.
- Ayelet Shaked, femme politique israélienne.
- Kay Nolte Smith, romancière américaine.
- John Stossel, journaliste américain.
- Peter Thiel, cofondateur de Paypal.
- Clarence Thomas, juge de la Cour suprême américaine.
- Hunter S. Thompson, journaliste et écrivain américain.
- Ram Gopal Varma, réalisateur indien.
- Vince Vaughn, acteur américain.
- Jimmy Wales, fondateur de Wikipedia.

### Dans le jeu vidéo
Dans Bioshock 1, l'action prend place à Rapture, société fictive sous-marine développée par Andrew Ryan. Ken Levine, créateur du jeu, expose ainsi, et notamment dans le premier volet, les grands principes de la théorie d'Ayn Rand (dont on remarque la proximité avec Andrew Ryan, tant au niveau du nom que de l'histoire personnelle) et effectue sa critique en considérant qu'un tel modèle ne pourrait finalement conclure qu'à une "loi de la jungle" entre les individus. En effet, les principaux adversaires dans Bioshock 1 et 2 sont les Chrosomes, habitants rendus fous par leur dépendance à l'ADAM, substance permettant les mutations génétiques et pouvoirs associés qui sont le cœur du gameplay du jeu. De plus, dans Bioshock premier du nom, les antagonistes majeurs (qui s'opposent à la fois entre eux et par rapport au héros incarné par le joueur) sont Andrew Ryan, fondateur de la ville, qui représente l'État, et Frank Fontaine, PDG de l'entreprise Fontaine Futuristic ayant mis au point les Plasmides, le chef économique de Rapture.
Dans le second volet, l'antagoniste principale, Sofia Lamb, se révèlera être à la tête du pouvoir religieux de la communauté.